# Stryker
Stryker je rodina osmikolových obrněných bojových vozidel vyvinutá v Kanadě na základě vozidla LAV III a vyráběná společností General Dynamics. Od roku 2002 jsou různé varianty této rodiny vozidel využívány armádou Spojených států amerických. Pojmenování získala podle dvou nositelů Medaile cti, svobodníka Stuarta S. Strykera, padlého v druhé světové válce a specialisty čtvrté třídy Roberta F. Strykera, padlého ve vietnamské válce.
Základní provedení vozidla Stryker představuje kolový obrněný transportér, a bylo vyrobeno celkem 4900 kusů všech variant. Nasazován byl v bojích v Iráku a Afghánistánu. Existuje několik verzí transportéru Stryker (zdravotní vozidlo, velitelské vozidlo, průzkumné vozidlo, vozidlo pro chemický průzkum). Všechny varianty vozidla Stryker jsou přepravitelné transportním letadlem C-130 Hercules.
V roce 2015 se početná skupina transportérů amerického 2. jezdeckého pluku účastnila operace Dragoon Ride, jejíž trasa vedla také přes území České republiky.

## Varianty
- M1126 Infantry Carrier Vehicle (ICV) – obrněný transportér devítičlenného střeleckého družstva pěchoty.
  - M1126 Dragoon (Infantry Carrier Vehicle Dragoon, ICVD) – verze se zesílenou výzbrojí s 30mm automatickým kanónem Mk44 Bushmaster II v nové dálkově ovládané zbraňové stanici
- M1127 Reconnaissance Vehicle (RV) – vozidlo s rozšířeným elektronickým vybavením pro průzkum, schopné také přepravy pětičlenného pěšího průzkumného družstva.
- M1128 Mobile Gun System (MGS) – vozidlo palebné podpory se 105mm kanónem M68 vybaveným nabíjecím automatem, umístěným v bezosádkové otočné věži.
- M1129 Mortar Carrier (MC) – transportér minometu M120 ráže 120 mm. Existuje ve variantě MC-A, která minomet pouze převáží, a MC-B, samohybného minometu, s poklopem na stropě přepravního prostoru který umožňuje palbu převážené zbraně z nitra vozidla.
- M1130 Command Vehicle (CV) – velitelské vozidlo s dodatečným spojovacím vybavením, lišícího se dle subvariant pro velitelství na stupni prapor či brigáda.
- M1131 Fire Support Vehicle (FSV) – vozidlo předsunutého návodčího, s rozšířeným elektronickým vybavením pro zjišťování cílů na bojišti a navádění dělostřelecké palby a leteckých úderů na ně.
- M1132 Engineer Squad Vehicle (ESV) – lehké obrněné ženijní vozidlo, sloužící také k přepravě devítičlenného ženijního družstva.
- M1133 Medical Evacuation Vehicle (MEV) – obrněná ambulance.
- M1134 Antitank Guided Missile Vehicle (ATGM) – stíhač tanků vybavený odpalovacím zařízením střel TOW.
- M1135 NBC Reconnaissance Vehicle (NBCRV) – vozidlo chemického, biologického a radiačního průzkumu.
- Interim Maneuver Short-Range Air Defense (IM-SHORAD) – protiletadlový komplet krátkého dosahu vyvinutý jako dočasné řešení pro posílení obrany americké armády. Může být nasazen i proti tankům a dronům. Tvoří jej transportér Stryker A1 s konfigurovatelným bojovým modulem RIwP (Reconfigurable Integrated-weapons Platform), který obsahuje automatický 30mm kanon XM914, spřažený 7,62mm kulomet M240, čtyři střely Stinger a lafetu pro dvě střely Longbow Hellfire.[9] První kus dodán v dubnu 2021, obdržel jej 5. prapor 4. dělostřeleckého pluku PVO.[10]

## Uživatelé
- Spojené státy americké
  - Armáda Spojených států amerických

- Thajsko
  - Thajská armáda – Roku 2019 země objednala 37 ks renovovaných amerických M1126 ICV, ke kterým mělo Thajsko dalších 27 získat darem.[11] Prvních deset kusů dodáno v září 2019.[12]
- Ukrajina – Od března 2023 postupně Spojené státy dodaly Ukrajině více než 400 ks Strykerů,[13] z toho 20 ks v ženijní verzi M1132 ESV.[14] Dle nezávislého webu Oryx ztratila Ukrajina k červnu 2025 dle volně dostupné fotodokumentace nejméně 47 Strykerů ve verzi M1126 a devět ve verzi M1132, dalších 12 M1126 bylo poškozeno a sedm ukořistěno Rusy.[15]

## Potenciální uživatelé
- Argentina
  - V červenci 2020 americké ministerstvo zahraničí schválilo možný prodej 27 transportérů do Argentiny v rámci programu Foreign Military Sales (FMS).[16]
- Severní Makedonie
  - V červenci 2021 web DSCA zveřejnil zprávu, podle níž americké ministerstvo zahraničí umožní prodej 54 obrněnců do této jihoevropské země.[17]

## Galerie

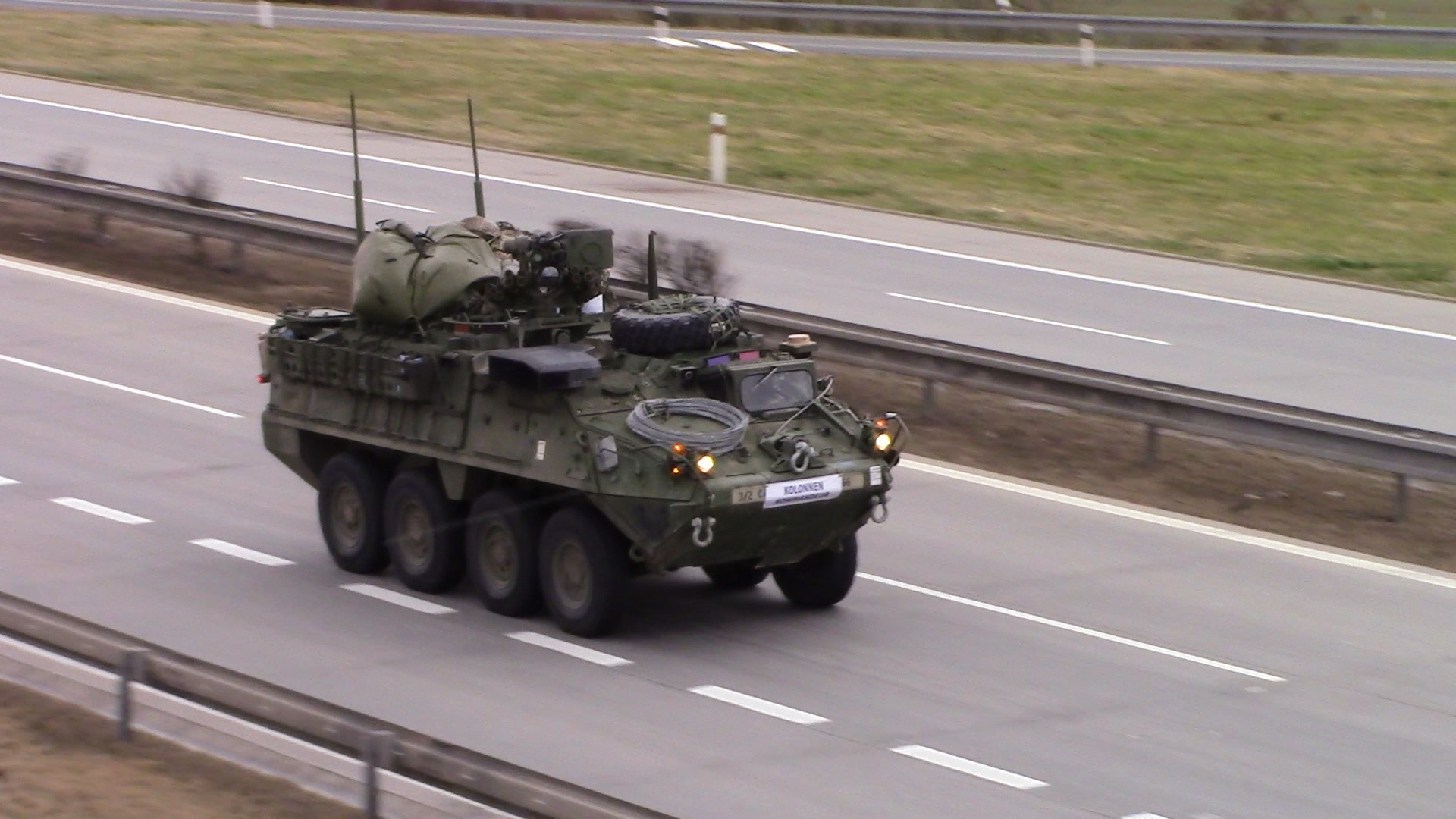
M1126 Stryker v Česku během operace Dragoon Ride
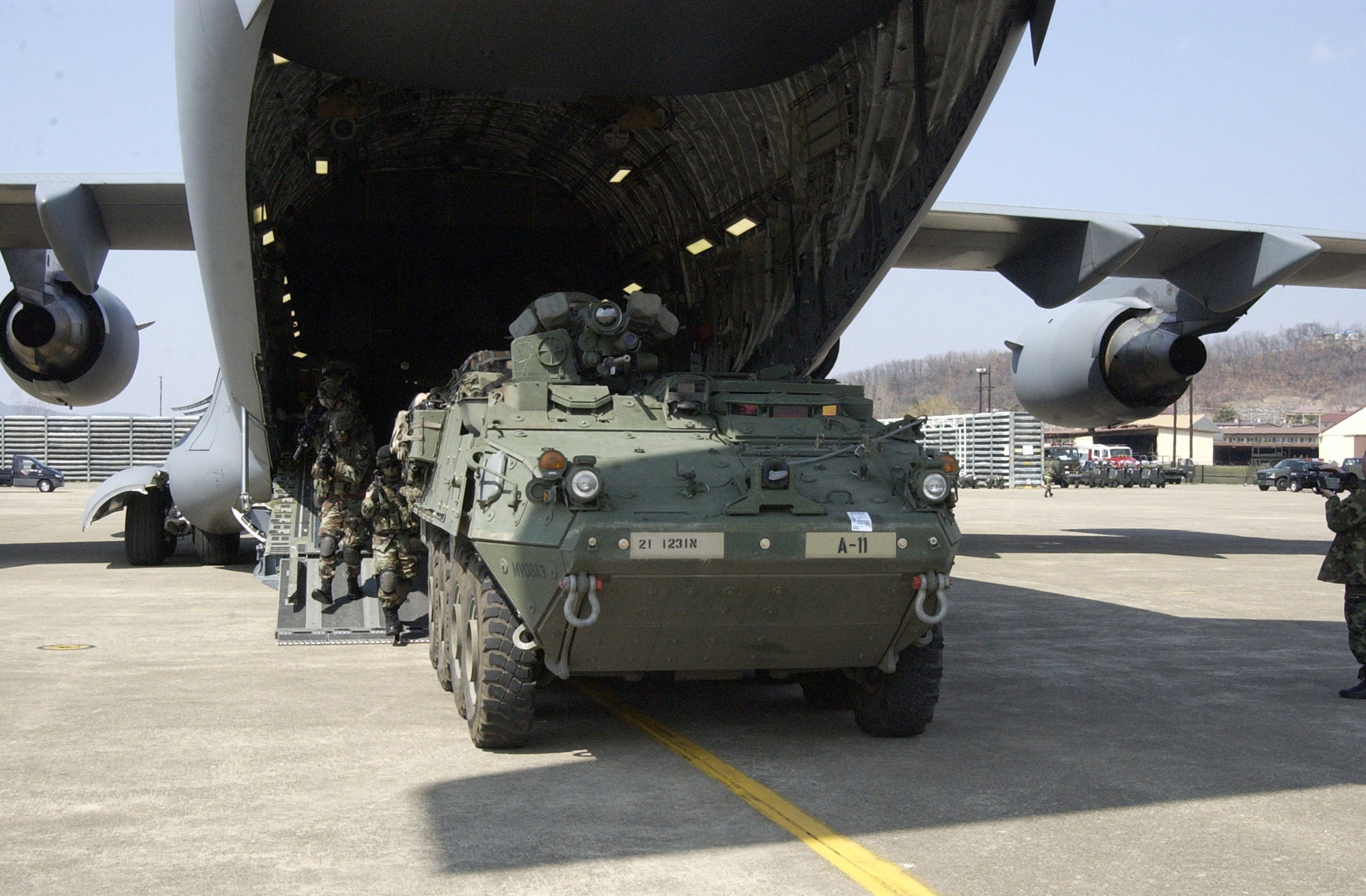
Stryker vyjíždí z transportního letounu C-17 Globemaster III
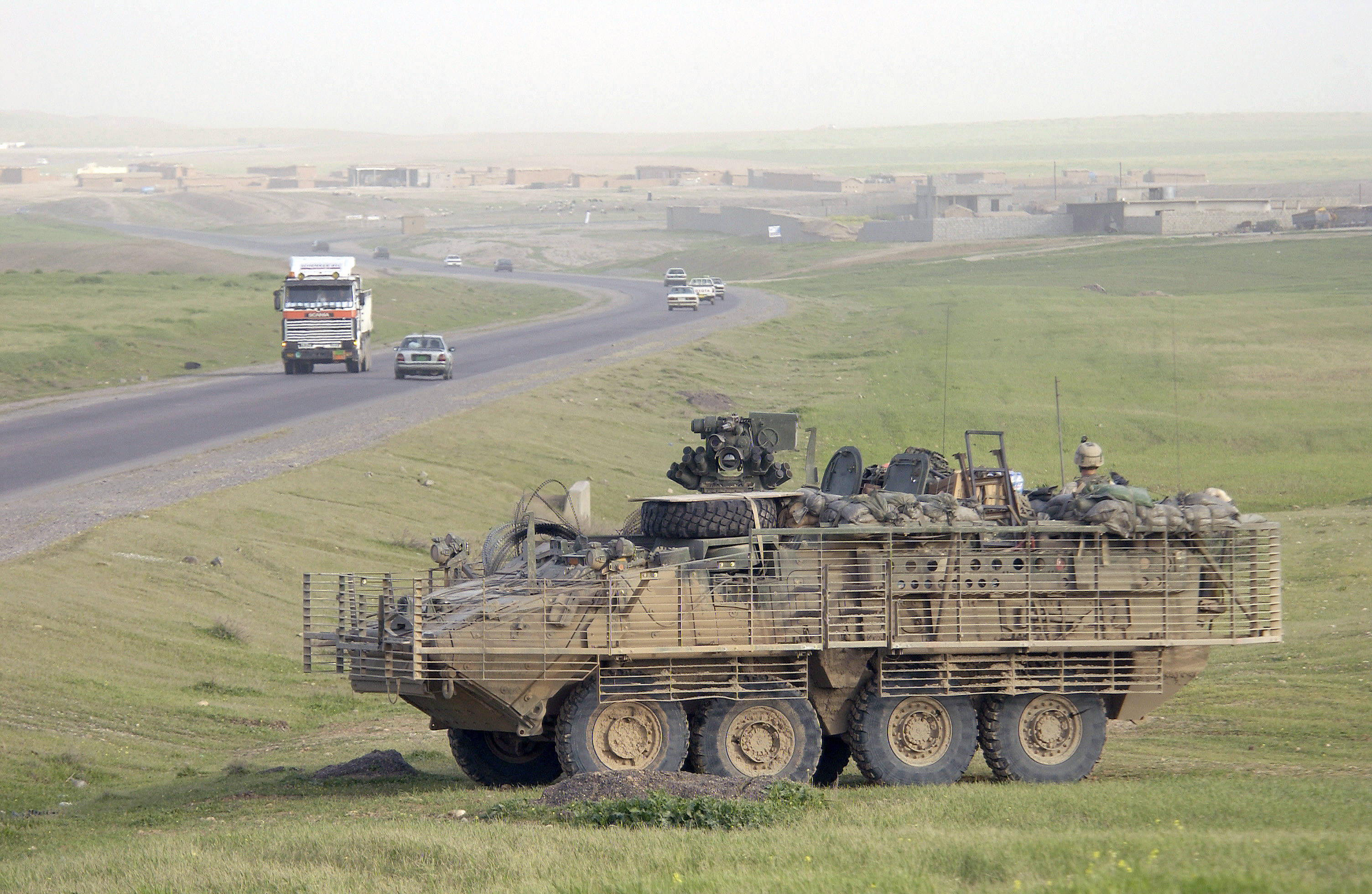
Stryker vybavený představným pancířem mřížového typu na hlídce v blízkosti Mosulu (2005)
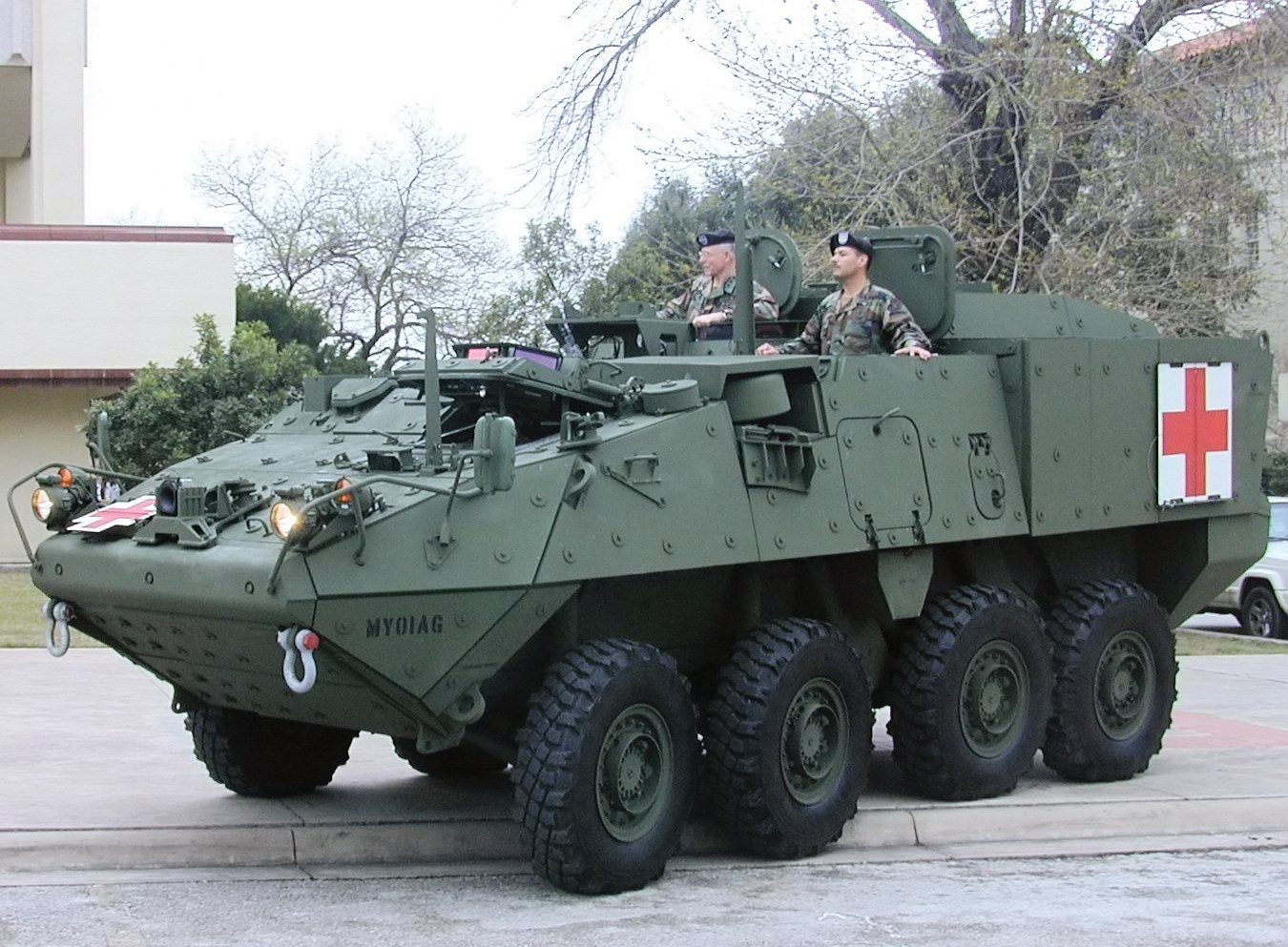
Zdravotnický Stryker
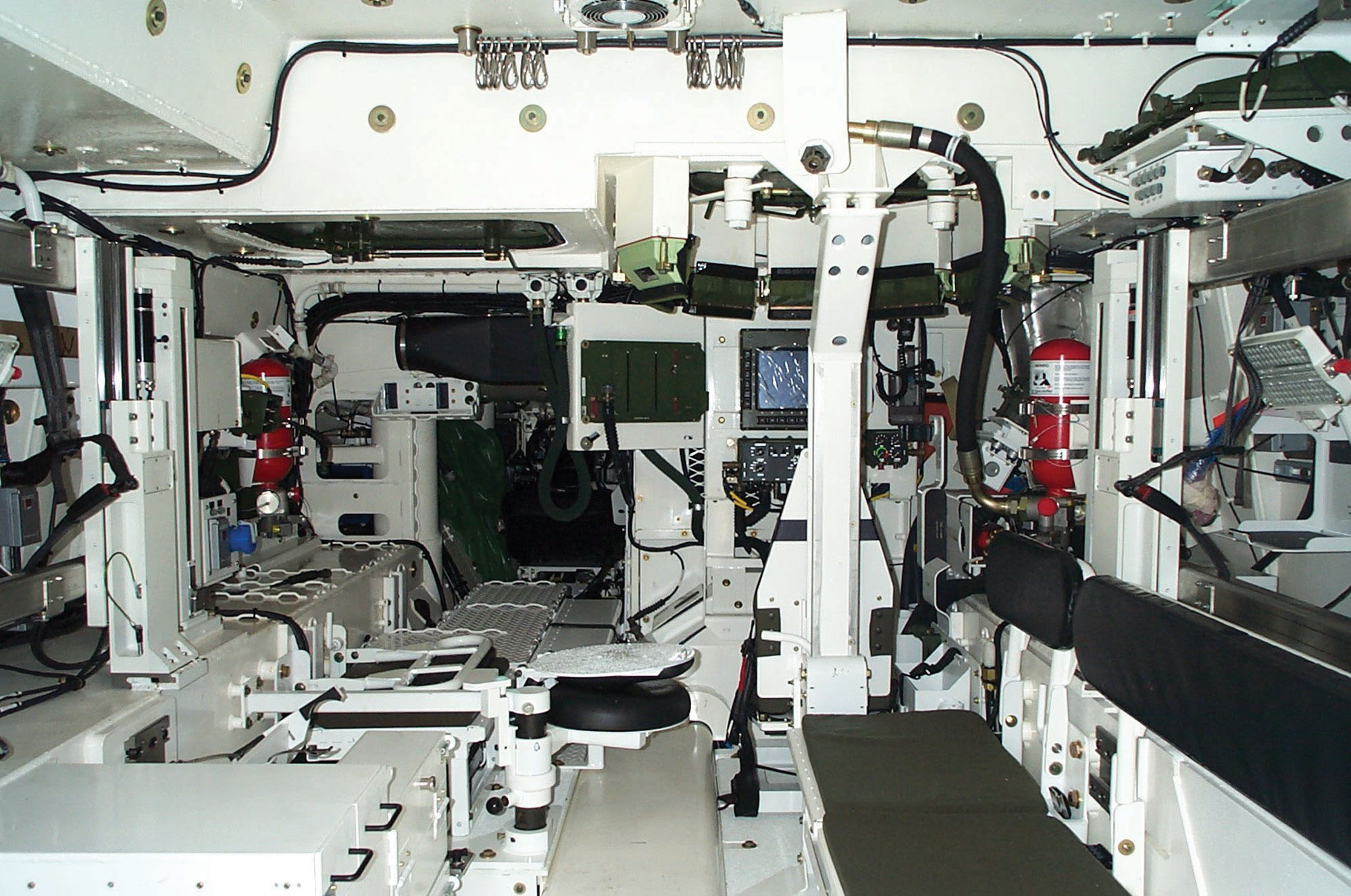
Interiér zdravotnické verze
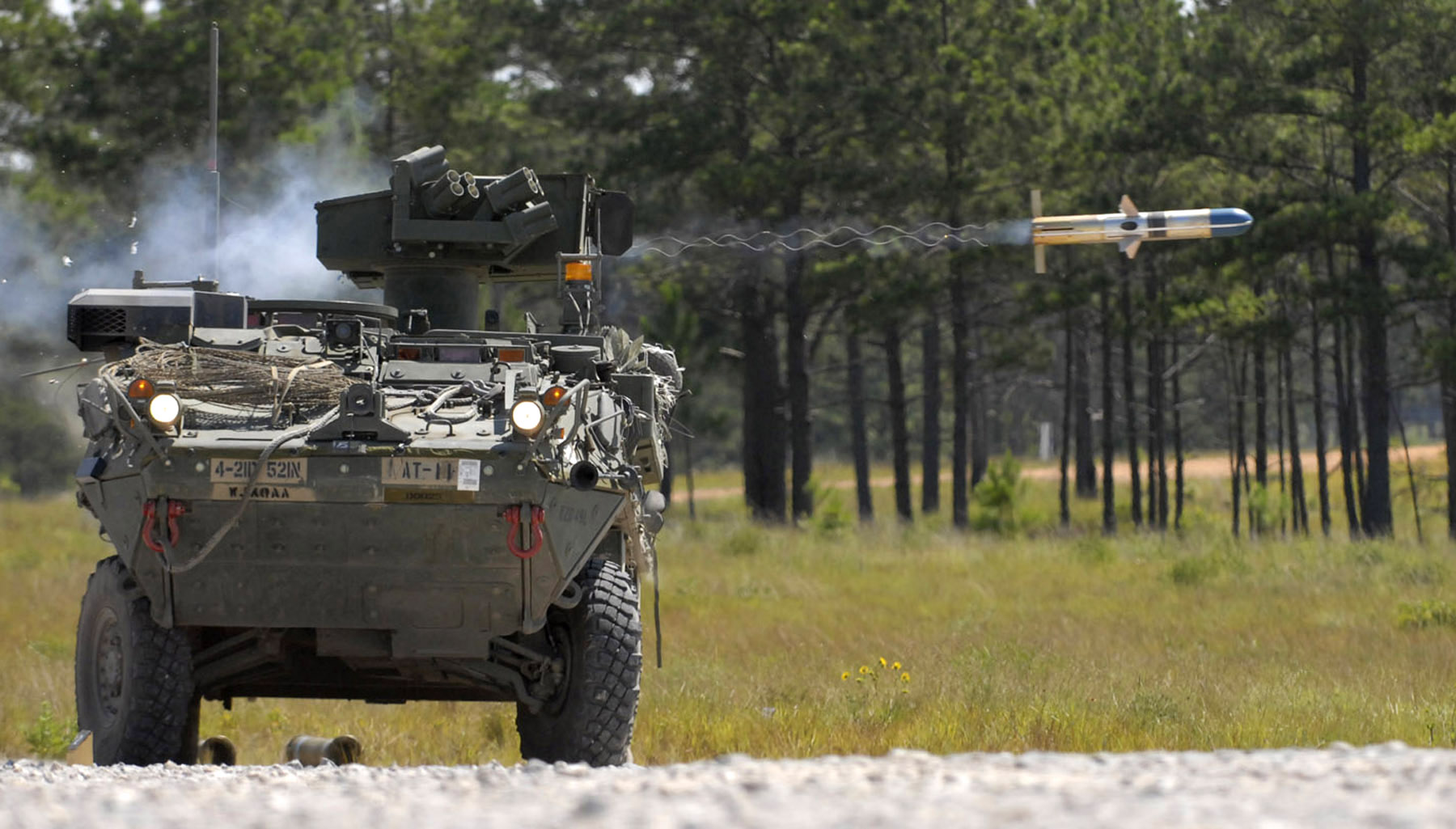
Protitanková verze M1134 ATGM během odpalu řízené střely TOW
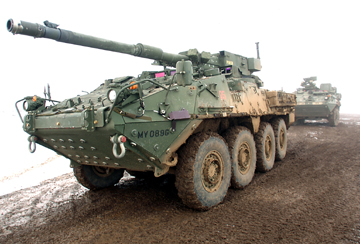
Mobilní dělostřelecký systém M1128 MGS
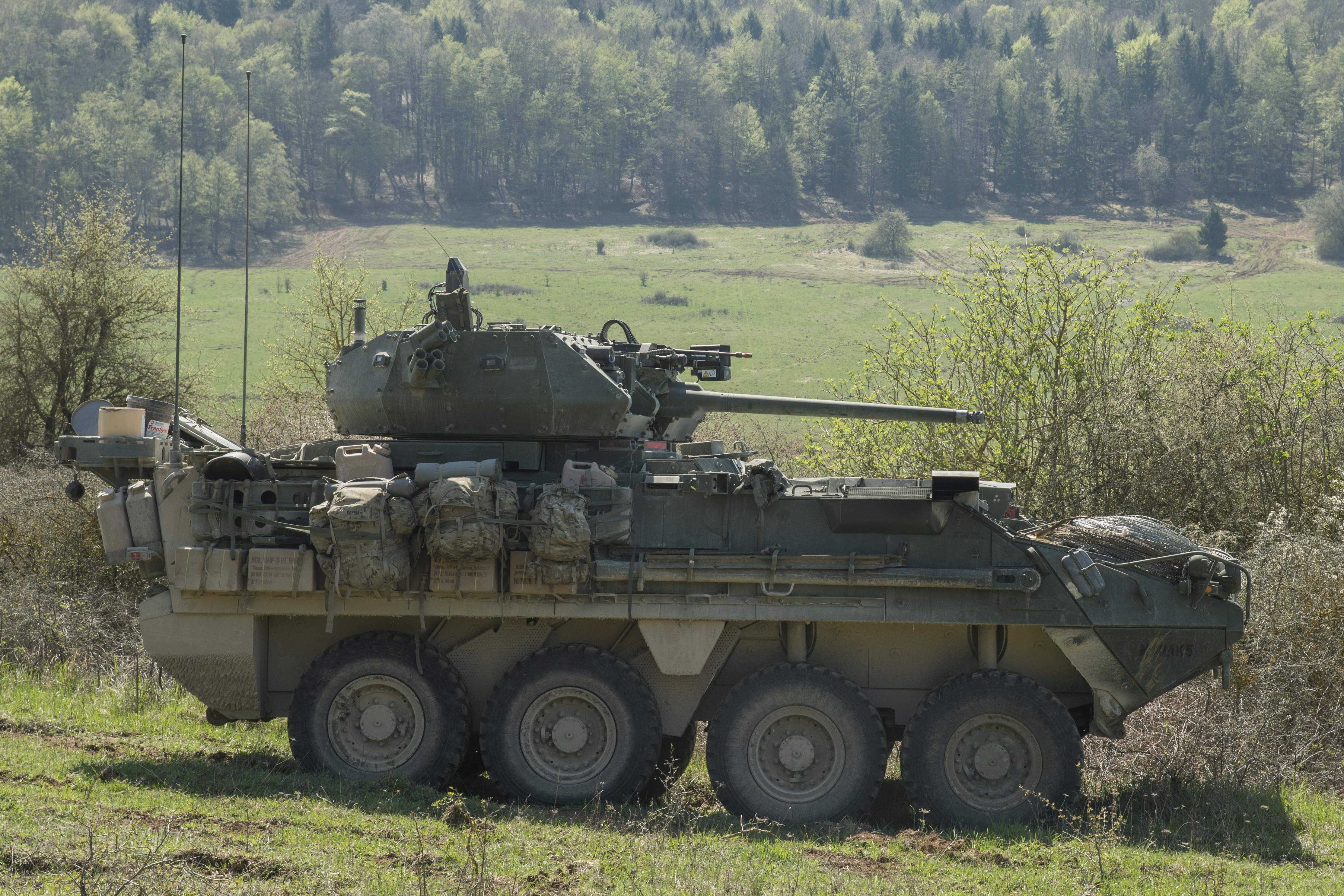
M1296 Dragoon, nejnovější varianta s 30mm automatickým kanónem Bushmaster II v dálkově ovládané věži